# كليف باتلر
كليف باتلر (بالإنجليزية: Cliff Butler)‏ هو مغني أمريكي، ولد في 3 أغسطس 1923، وتوفي في 13 يناير 1982.